# Nördlicher Spinnenaffe
Der Nördliche Spinnenaffe (Brachyteles hypoxanthus) ist eine Primatenart aus der Familie der Klammerschwanzaffen (Atelidae): Er lebt im südöstlichen Brasilien und ist vom Aussterben bedroht.

## Merkmale
Nördliche Spinnenaffen sind zusammen mit dem Südlichen Spinnenaffen die größten Neuweltaffen. Sie erreichen eine Kopfrumpflänge von 50 bis 78 Zentimeter, wozu noch ein 65 bis 80 Zentimeter langer Schwanz kommt. Männchen sind mit 12 bis 15 Kilogramm schwerer als Weibchen, die 9,5 bis 11 Kilogramm erreichen. Ihr kurzes Fell ist gelbgrau gefärbt, der lange Schwanz ist als Greifschwanz ausgebildet und an der Unterseite der Spitze unbehaart. Arme und Beine sind lang und schlank, im Gegensatz zu ihren südlichen Verwandten ist der Daumen klein, aber vorhanden.

## Verbreitung und Lebensraum

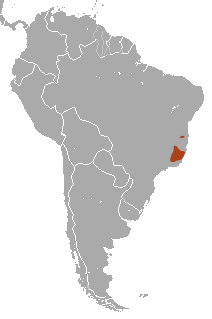
Verbreitungsgebiet des Nördlichen Spinnenaffen

Nördliche Spinnenaffen bewohnen die – heute stark verkleinerten – Wälder an der Atlantikküste der brasilianischen Bundesstaaten Bahia, Minas Gerais und Espírito Santo. Ihr Lebensraum sind feuchte Regenwälder, wo sie bis zu einer Seehöhe von 1000 Metern vorkommen.

## Lebensweise
Diese Primaten sind tagaktive Baumbewohner, die sich bevorzugt im oberen Kronenbereich aufhalten. Sie bewegen sich häufig auf allen vieren fort, oft jedoch auch suspensorisch – an den Armen schwingend oder am Schwanz hängend.
Sie leben in Gruppen zusammen, die aus mehreren Männchen und Weibchen bestehen. Die Gruppengröße ist variabel, größere Gruppen teilen sich zur täglichen Nahrungssuche oft in kleinere Untergruppen auf. Das Verhalten der Gruppenmitglieder untereinander ist sehr friedlich und kaum von Aggression geprägt. Das Streifgebiet einer Gruppe umfasst 70 bis 170 Hektar.
Nördliche Spinnenaffen sind Pflanzenfresser, die sich von Blättern (rund 50 % der Nahrung), Früchten (30 %) und anderem Pflanzenmaterial ernähren.

## Fortpflanzung
Das Fortpflanzungsverhalten ist promiskuitiv, Männchen und Weibchen paaren sich mit so vielen Tieren wie möglich. Nach sieben- bis achtmonatiger Tragzeit bringt das Weibchen meist ein einzelnes Jungtier zur Welt, das nach zwei Jahren entwöhnt wird. Männchen bleiben bei Eintreten der Geschlechtsreife in der Geburtsgruppe, während die Weibchen diese zu diesem Zeitpunkt (mit 5 bis 7 Jahren) verlassen müssen.

## Bedrohung
Nördliche Spinnenaffen zählen zu den bedrohtesten Primaten Südamerikas. Ihr Lebensraum ist durch fortgeschrittenen Waldrodungen und starke Besiedlung stark verkleinert und zerstückelt worden. Heute gibt es noch ungefähr 12 Populationen mit je nach Quelle insgesamt 300 bis 800 Tieren. Laut IUCN ist die Art „vom Aussterben bedroht“ (critically endangered) und zählt sogar zu den einhundert am stärksten vom Aussterben bedrohten Arten.